# 賀田町
賀田町（かたちょう）は、三重県尾鷲市の町丁。熊野灘にある賀田湾に面しており、かつては背後の国有林に基づく木材の集散地として栄えた。

## 地理
尾鷲市の南部に位置し、太平洋の熊野灘にある賀田湾に面している。南は古川を境界として曽根町、東は古江町と接している。海岸に沿って国道311号が通っており、山間部を国道42号が通っている。賀田町内をJR紀勢本線が通っているが、賀田駅は隣接する曽根町にある。郵便番号は519-3921。

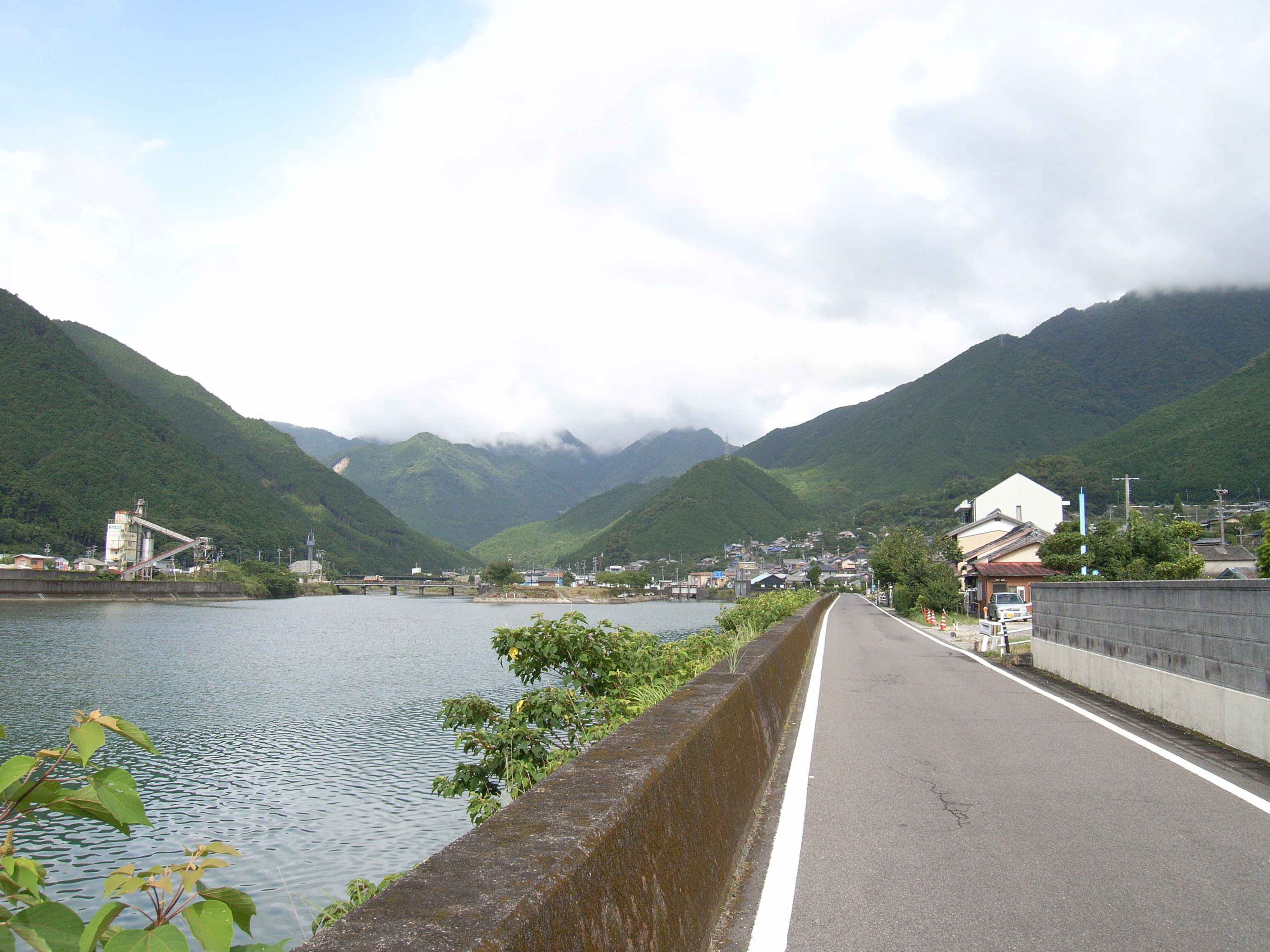
賀田湾と賀田市街地

山岳
- ゲジョ山 - 標高927メートル。
- 亥谷山 - 標高688メートル。

河川
- 古川 - ゲジョ山を水源としている[8]。

海域
- 賀田湾（熊野灘）

- 賀田湾と賀田市街地

## 歴史

### 名称の由来
賀田湾は遠浅であり、潮が引くと干潟をなしたことが、賀田という名称の由来とされる。古くは加田、嘉多、嘉田、賀太とも書いた。

### 近世

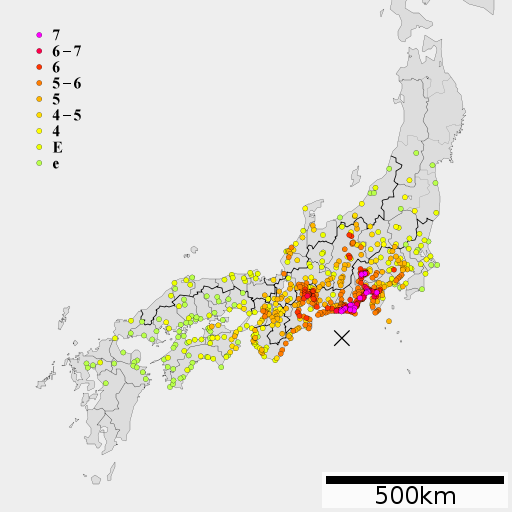
安政東海地震の震度分布

江戸時代初期には紀伊国牟婁郡賀田村であり、紀州藩領の木本組に属していた。慶長6年（1601年）の検地帳による村高は220石余であり、同年の戸数は85だった。慶長9年（1604年）には江戸城の修理のために、紀伊国に対して393艘の石船の建造が命じられたが、この際に賀田村と三木里浦には合同で30艘が割り当てられた。
元和8年（1622年）、隣接する大俣村から高瀬山（こうぜやま）1200町歩を銀1貫20匁で購入した。薪の切り出しや木炭の生産を行い、廻船によって名古屋城下町方面に運んだ。宝永4年（1707年）10月4日には宝永地震が発生し、付随する津波によって浜通りが流出する被害があった。享保4年（1719年）には東禅寺の田牛因耕によって植林の重要性が説かれ、浅間山などに植林が行われている。
『慶長高目録』による村高は204石余、『天保郷帳』や『旧高旧領』による村高は274石余だった。寛政5年（1793年）の戸数は140であり、人口は746だった。天保10年（1839年）完成の『紀伊続風土記』によると、賀田湾の奥部にある賀田村では漁業が行われず、代わりに材木の集散地という性格を有していた。嘉永7年（1854年）11月4日には安政東海地震が発生し、付随する津波によって73戸が流出、6人が流死する被害があった。

### 近代

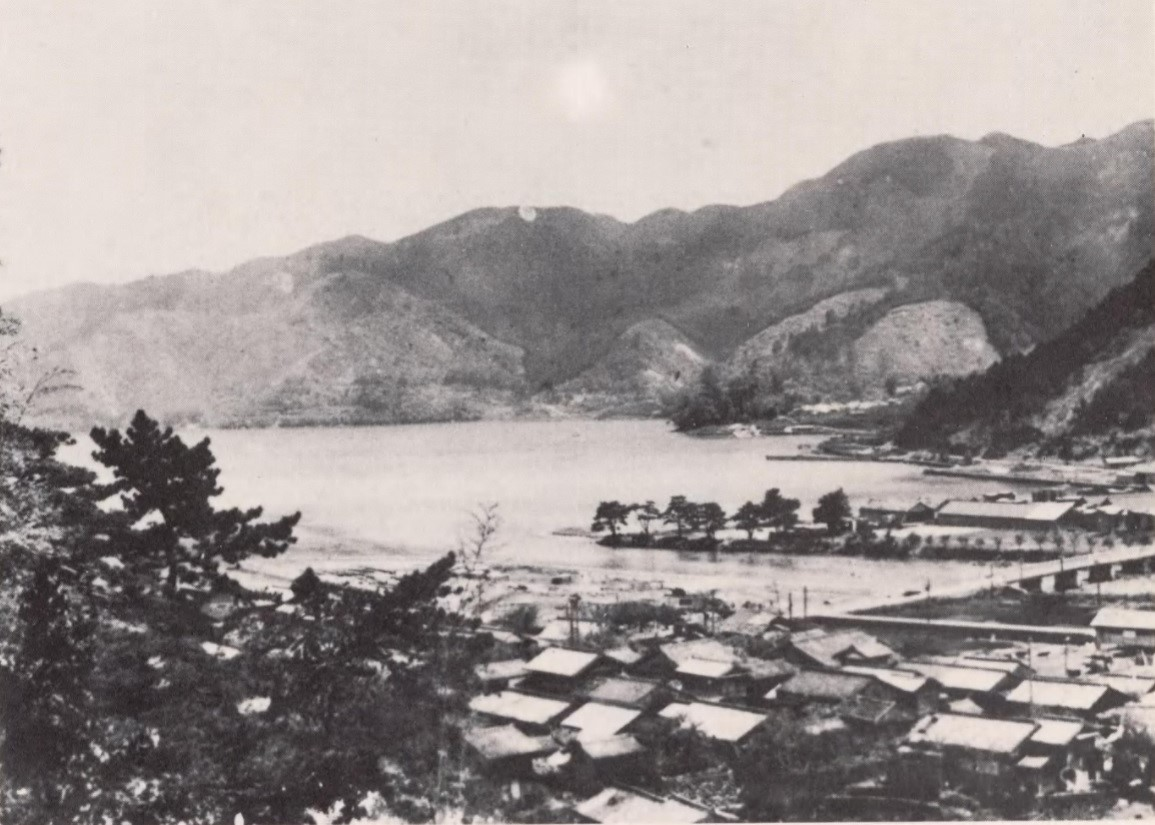
賀田湾と賀田市街地

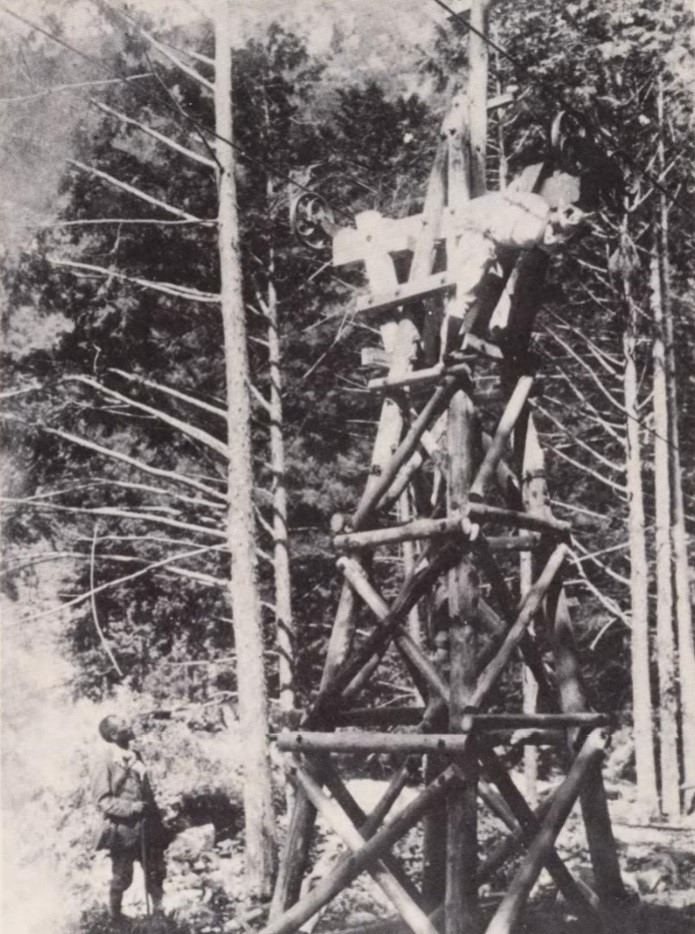
1925年完成の賀田索道

1871年（明治4年）には渡会県に属したが、1876年（明治9年）には三重県の所属で落ち着いた。1879年（明治12年）には牟婁郡が分割されて北牟婁郡と南牟婁郡が発足し、賀田村は南牟婁郡に含まれた。
1869年（明治2年）には紀州藩の事業として古川の河口で製塩業が開始されたが、採算割れからわずか2年で事業が廃止された。1872年（明治5年）の戸数は154、人口は806であり、林業に従事する住民が多かった。明治時代には高瀬山の原始林の伐採が行われ、搬出のために山間部から沿岸部に至る道路も建設された。この伐採事業によって賀田村は繁栄したが、高瀬山は大正時代末期に売却されている。
1879年（明治12年）5月には賀田学校が開校し、当初は東禅寺を仮校舎としていたが、1894年（明治27年）には校舎を新築した。1889年（明治22年）には町村制の施行によって南牟婁郡南輪内村が発足し、南輪内村の大字として賀田が設置された。1912年（明治45年）には賀田学校が再度校舎を新築している。1925年（大正14年）には新宮営林署によって古川の上流に賀田発電所が完成した。
明治時代末期から大正期には尾鷲地域から南アメリカに移民する住民もおり、1926年（大正15年）には賀田村の5人が揃ってブラジルに渡っている。特に榎本栄之助はブラジルで大成功をおさめ、1968年（昭和43年）には三重県民功労表彰を受けている。
1925年（大正14年）には新宮営林署によって賀田索道が開業し、国有林の竹の平から賀田港まで索道によって木材の運搬が行われるようになった。1936年（昭和11年）4月3日、南輪内村賀田と南牟婁郡飛鳥村を結ぶ鳥越トンネルが開通し、飛鳥や五郷の木材が鳥越林道によって賀田港まで運ばれるようになった。1944年（昭和19年）12月7日には昭和東南海地震が発生した。賀田湾周辺はリアス式海岸となっているため、海岸から100メートル離れた場所にも6メートルもの津波が押し寄せた。この災害によって180戸が流出、21人が流死する被害があった。

### 現代

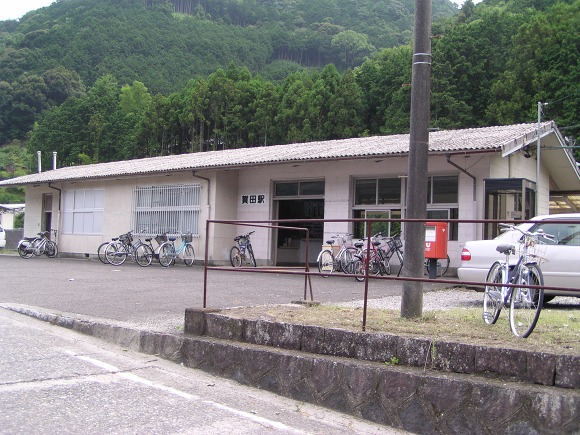
JR紀勢本線賀田駅

1952年（昭和27年）5月28日、賀田港が港湾法に基づく地方港湾に指定された。1954年（昭和29年）6月20日、南輪内村、北輪内村、北牟婁郡尾鷲町、須賀利村、九鬼村の1町5村が合併して尾鷲市が発足し、町名として賀田町が設置された。
1959年（昭和34年）7月15日に国鉄紀勢本線が全通した際、古川を隔てて隣接する曽根町に賀田駅が開業した。なお、これに伴って巡航船が廃止されている。同年の世帯数は489世帯、人口は1831人だった。
1959年（昭和34年）2月7日から1961年（昭和36年）1月には賀田港局部改良工事が行われ、賀田駅前の3000坪の埋立てや、導流堤・物揚場・岸壁などの建設が行われた。さらに1965年（昭和40年）10月から1969年度（昭和44年度）まで賀田港改修工事が行われ、さらなる埋立て、埠頭・岸壁・物揚場の建設が行われた。これによって500総トンの船舶が接岸可能となっている。
1964年（昭和39年）には賀田町に尾鷲市立輪内中学校が建設され、南輪内中学校と北輪内中学校が統合された。1967年（昭和42年）4月7日、30年前から使用していた尾鷲市立賀田小学校の校舎が焼失した。1968年（昭和43年）には国道42号が全通し、さらに三重県道70号賀田港中山線も整備された。1971年（昭和46年）には三重県南部集中豪雨によって土砂災害（山津波）が起こった。2日間で1096ミリメートルもの異常な豪雨があり、26戸が流出して13人が流死した。東禅寺には昭和東南海地震の追悼碑と共に、この災害を紀念した遭難之碑が建てられている。
1983年（昭和58年）時点の世帯数は451世帯、人口は1249人だった。

## 施設

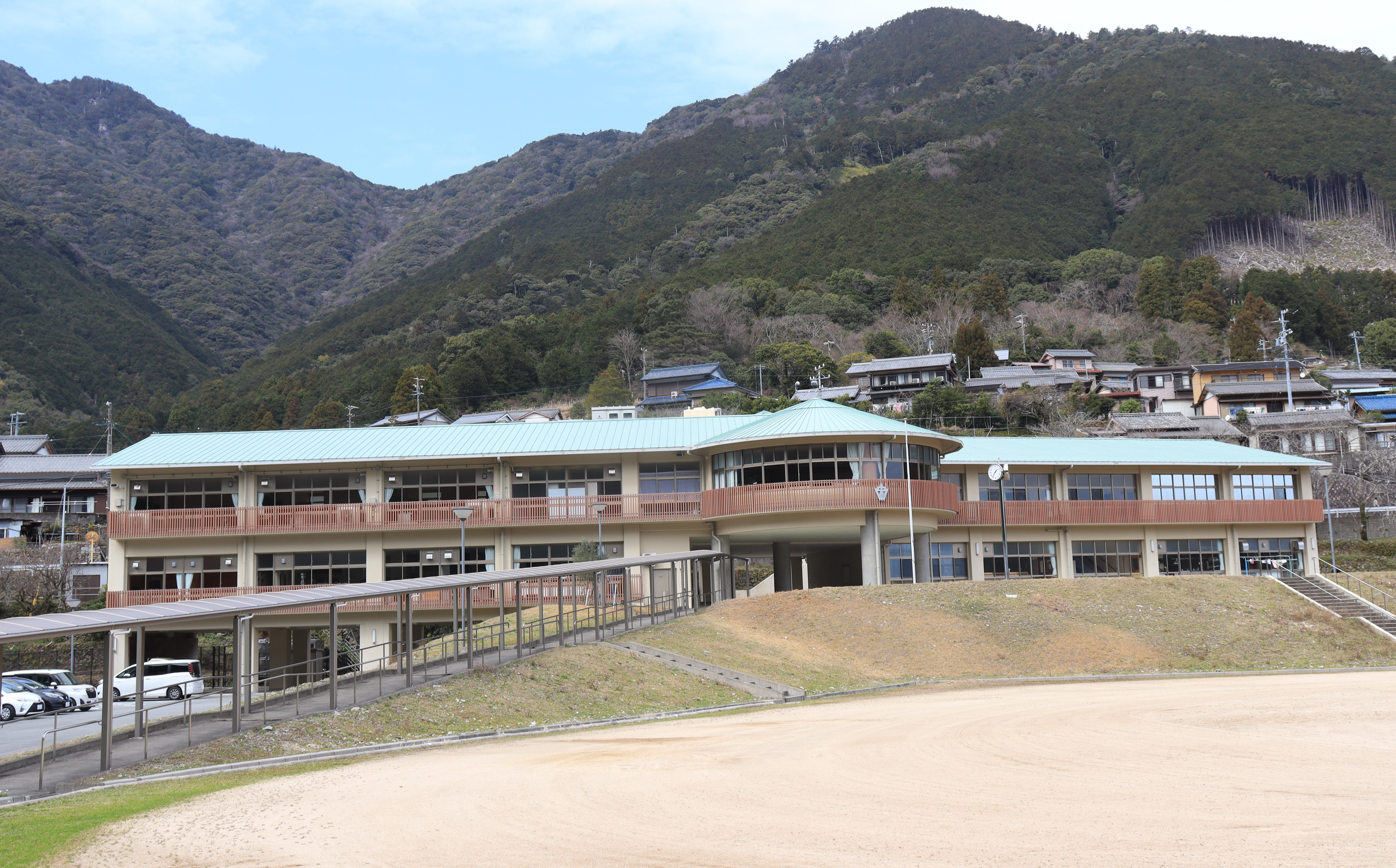
尾鷲市立輪内中学校

- 尾鷲市立賀田小学校[6] - 2010年（平成22年）3月には尾鷲市立九鬼小学校が賀田小学校に統合された。
- 尾鷲市立輪内中学校[6] - 2009年（平成21年）3月には尾鷲市立九鬼中学校が輪内中学校に統合された。
- 尾鷲市立南輪内保育園
- 賀田郵便局
- 尾鷲市賀田コミュニティセンター
- 賀田電話交換所
- 尾鷲警察署賀田警察官駐在所　2022年3月末に三木里駐在所に統合
- 寿座 - 劇場・映画館。1957年（昭和32年）1月開館[18]。1967年（昭和42年）頃閉館。跡地に建物が現存。
- 喜楽館 - 劇場・映画館。1956年（昭和31年）11月開館[18]。1968年（昭和43年）頃閉館。

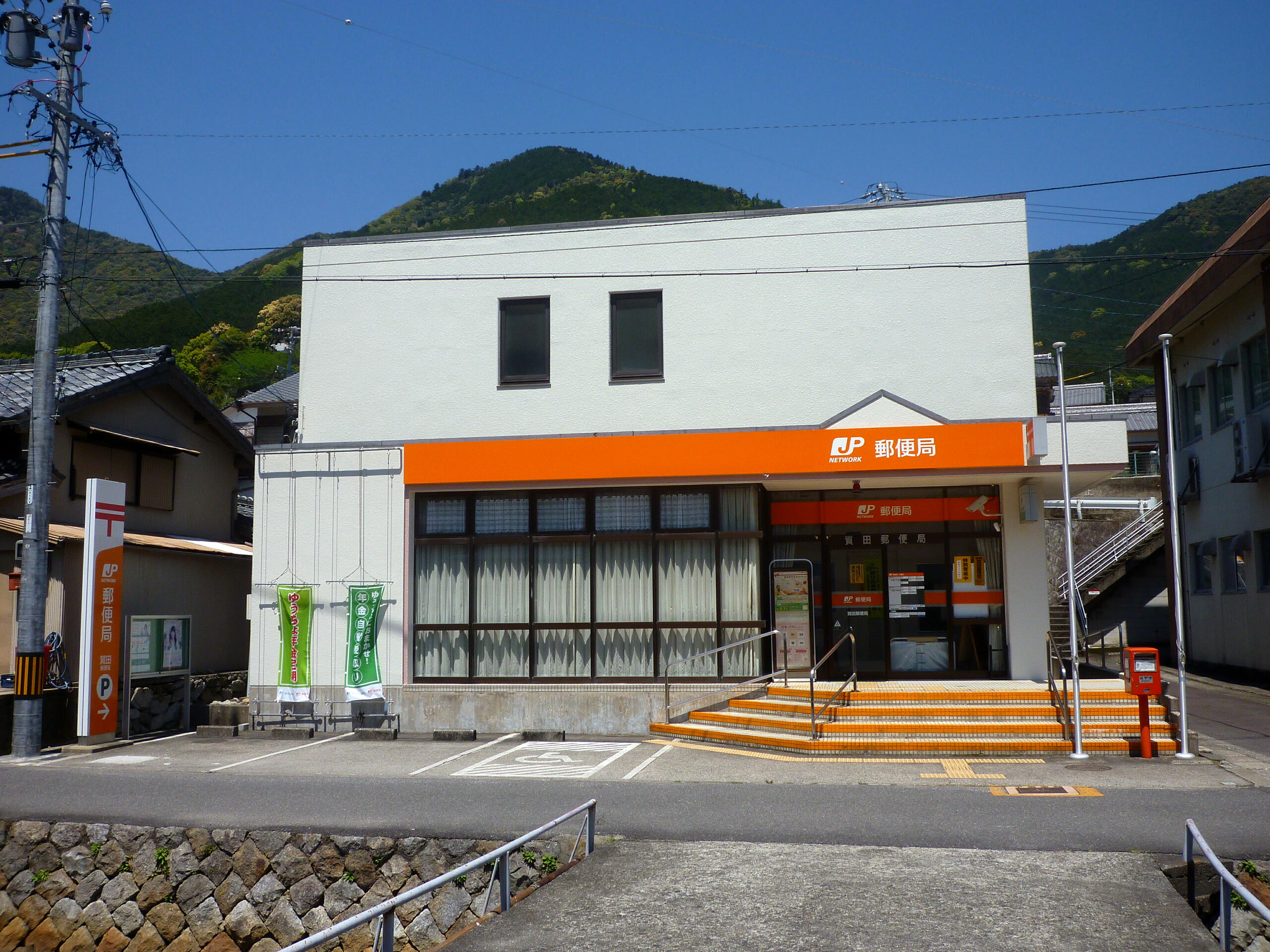
賀田郵便局
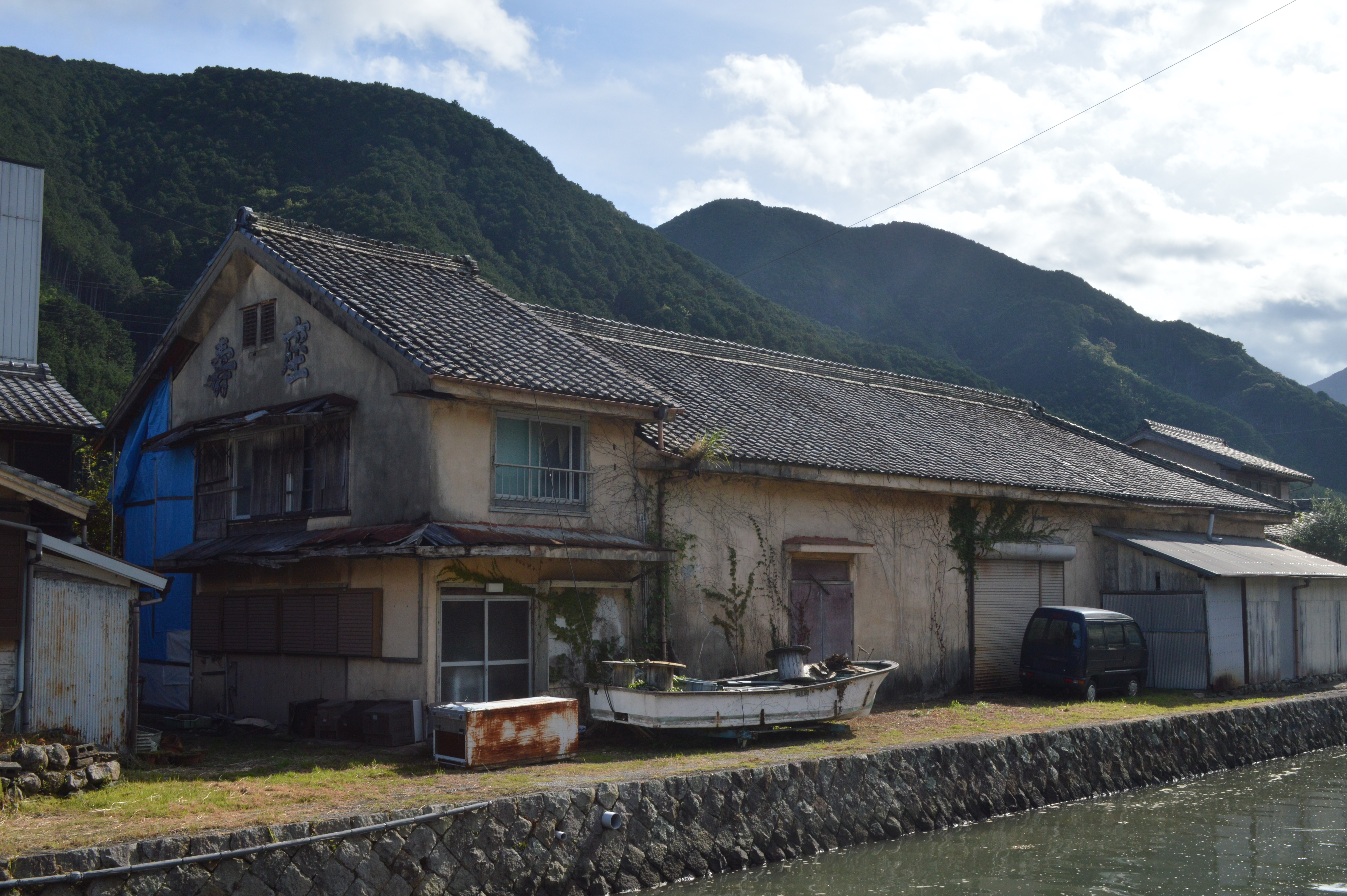
寿座
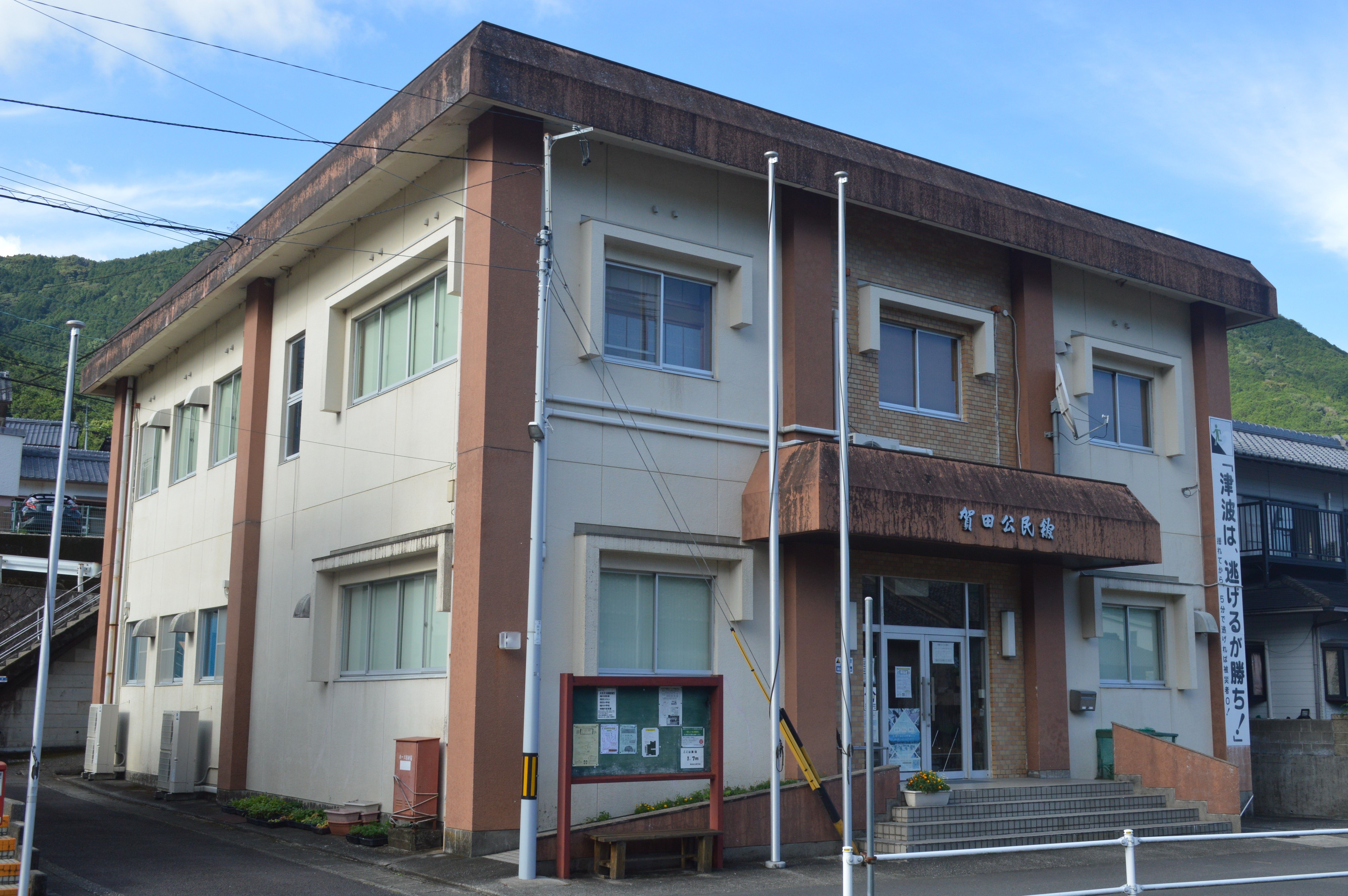
尾鷲市賀田コミュニティセンター
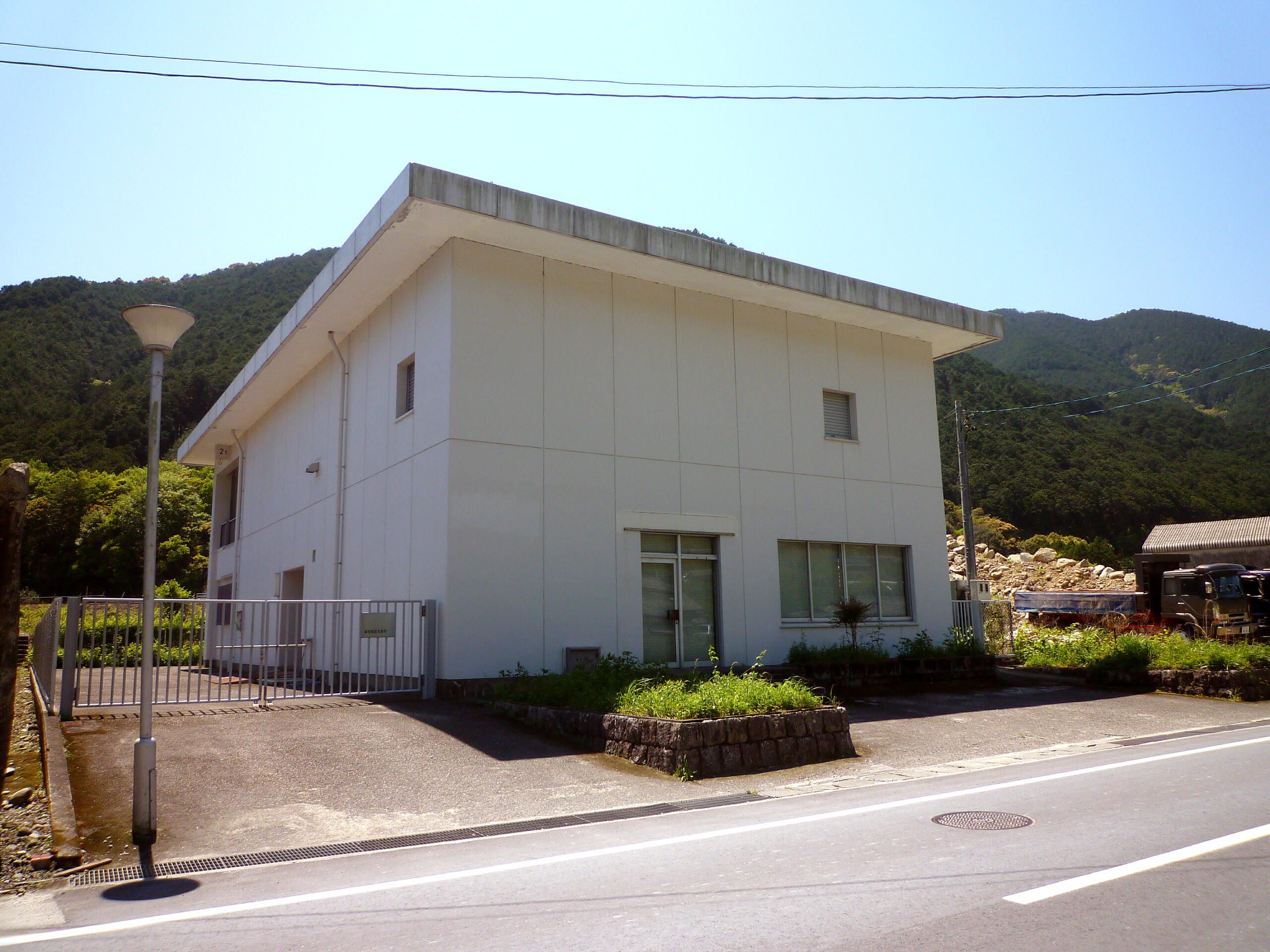
賀田電話交換所

## 名所・旧跡
- 山王神社 - 祭神は大山祇命[19]。もとは山神社と呼ばれており、1909年（明治42年）2月5日に上字神社を合祀して山王神社に改称した[19]。近代社格制度による社格は無格社[19]。1946年（昭和21年）に宗教法人となった[19]。
- 秋葉神社
- 城ヶ峯大観音
- 東禅寺 - 曹洞宗の寺院[6]。大永6年（1516年）9月に創建され、元和2年（1616年）に本堂を建立して瑠璃光山長福寺となった[20]。慶安3年（1650年）には鉄関良重によって仏向山東禅寺に名を改めた[20]。本尊は木造薬師如来立像[20]。脇立として不動明王立像と毘沙門天立像があり、いずれも江戸時代初期の作とされる[20]。
- 賀田城跡 - 天文年間（1532年-1555年）頃、賀田村の荘官だった榎本三左衛門具行によって城ヶ峯に築かれた城[8]。城跡は1905年（明治38年）に破壊された[8]。
- 賀田羽根の五輪塔